# Rode stekelstaart
De rode stekelstaart (Synallaxis rutilans) is een zangvogel uit de familie Furnariidae (ovenvogels).

## Verspreiding en leefgebied
Deze soort komt voor in het Amazonegebied en telt zeven ondersoorten:
- S. r. caquetensis: zuidoostelijk Colombia, oostelijk Ecuador en noordoostelijk Peru.
- S. r. confinis: noordwestelijk Brazilië.
- S. r. dissors: oostelijk Colombia, zuidelijk Venezuela, de Guyana's en noordelijk Brazilië.
- S. r. amazonica: oostelijk Peru, noordelijk Bolivia en westelijk en centraal Brazilië.
- S. r. rutilans: centraal en zuidelijk Brazilië.
- S. r. omissa: het oostelijke deel van Centraal-Brazilië.
- S. r. tertia: noordoostelijk Bolivia en zuidwestelijk Brazilië.

## Status
De grootte van de populatie is niet gekwantificeerd maar de soort wordt omschreven als vrij algemeen. Op de Rode lijst van de IUCN heeft deze soort de status niet bedreigd.